# Montrose (Virginie-Occidentale)
Pour les articles homonymes, voir Montrose.
Montrose est une ville américaine située dans le comté de Randolph en Virginie-Occidentale.
Selon le recensement de 2010, Montrose compte 156 habitants. La municipalité s'étend sur 0,63 milles carrés (1,63 km2).
La ville, qui devient une municipalité en 1895, doit son nom aux nombreuses roses qui y poussaient lorsque la West 
Virginia Central Railroad fut construite.